# Trapt
Trapt este o formatie rock din Los Gatos, California in S.U.A. Momentan sunt stabiliti in Vancouver, British Columbia.

## Discografie
- Glimpse EP (2000)
- Trapt CD (2002) #42 U.S.
- Trapt EP (2004)
- Someone in Control (2005) #14 U.S.
- Trapt Live! (2007)

## Single-uri
| An   | Titlu                                | Pozitie           | Pozitie                  | Pozitie                      | Album                 |
| An   | Titlu                                | Billboard Hot 100 | Modern Rock Tracks chart | Mainstream Rock Tracks chart | Album                 |
| ---- | ------------------------------------ | ----------------- | ------------------------ | ---------------------------- | --------------------- |
| 2003 | "Headstrong"                         | #16               | #1                       | #1                           | Trapt                 |
| 2003 | "Still Frame"                        | #69               | #3                       | #1                           | Trapt                 |
| 2004 | "Echo"                               |                   | #10                      | #13                          | Trapt                 |
| 2005 | "Stand Up"                           |                   | #17                      | #3                           | Someone In Control    |
| 2006 | "Waiting"                            |                   | #27                      | #20                          | Someone In Control    |
| 2006 | "Disconnected (Out Of Touch)"        |                   |                          | #24                          | Someone In Control    |
| 2007 | "Stay Alive"                         |                   |                          |                              | Trapt Live!           |
| 2008 | "Who's Going Home With You Tonight?" |                   |                          |                              | Only Through the Pain |

## Videografie
Trapt a produs 5 videoclipuri:
- "Headstrong"
- "Still Frame"
- "Echo"
- "Stand Up"
- "Stay Alive"